# Leïla Ben Ali
Leïla Ben Ali, in arabo ليلى بن علي‎?, nata Trabelsi (Tunisi, 20 luglio 1957), è un'ex politica tunisina, First Lady dal 1992 al 2011, filantropa e vedova di Zine El-Abidine Ben Ali, presidente della Tunisia dal 1987 al 2011.
Leïla Ben Ali era presidente dell'Organizzazione delle donne arabe (AWD) e presidente dell'Associazione Basma, un'organizzazione di beneficenza che lavora per garantire un impiego ai disabili.  Nel luglio 2010, ha fondato SAIDA per migliorare l'assistenza ai malati di cancro in Tunisia. Durante la rivoluzione tunisina del 2010-11, è fuggita con suo marito e tre figli in esilio in Arabia Saudita. Durante il suo periodo come First Lady della Tunisia, si ritiene che abbia arricchito se stessa e la sua famiglia grazie alla corruzione e appropriazione indebita di denaro statale, per finanziare uno stile di vita sontuoso, fattori che hanno contribuito alle proteste contro il regime di Ben Ali alla fine del 2010. Nel 2011 era ricercata dall'Interpol su richiesta della magistratura tunisina per alto tradimento e riciclaggio di denaro..

## Biografia

### Famiglia ed educazione
Laila Ben Ali, figlia di Mohamed e Saïda Trabelsi. Ha dieci fratelli e sorelle. Un libro "incisivo" del 2009 dei giornalisti francesi Nicholas Beau e Catherine Graciet ha tracciato la sua ascesa da figlia di un venditore di frutta secca a First Lady. Prima del suo matrimonio nel 1992 con Ben Ali, era una parrucchiera con poca istruzione  e attirata dalle feste. È stata sposata per tre anni con Khelil Maaouia. Ha poi avuto una relazione con il magnate dell'industria, Farid Mokhtar, un amico del Primo Ministro che l'ha introdotta ai più alti livelli della società tunisina.
Dopo la sua relazione e il successivo matrimonio con il presidente tunisino Zine El Abidine Ben Ali, lei e la sua famiglia sono salite a posizioni di rilievo negli affari tunisini e sono diventate famose per la loro avidità, potere e spietatezza. Leïla Ben Ali e la maggior parte dei suoi parenti sono fuggiti dalla Tunisia in Arabia Saudita, Francia, Canada e Qatar il 14 gennaio 2011, quando il presidente Ben Ali è stato estromesso in seguito alla Rivoluzione dei Gelsomini.

## Filantropia
Leïla Ben Ali è stata attiva nella filantropia e nel lavoro umanitario nel suo ruolo di First Lady della Tunisia. Ha fondato e presieduto l'Associazione Basma nel 2000 per aiutare a garantire l'occupazione ai disabili e da allora ha presieduto l'organizzazione. Sotto la sua guida l'associazione ha fornito prestiti di microfinanza, ha assicurato l'occupazione per molti e ha aperto un centro per disabili nell'ottobre 2010. Il centro ha fornito formazione tecnica in una serie di campi tra cui informatica, ricamo, falegnameria, teatro e musica.
Ha anche avviato SAIDA, un'iniziativa per migliorare il trattamento del cancro, nel 2010. Teneva spesso discorsi, era presente a cerimonie ufficiali e occasionalmente leggeva i discorsi di suo marito. Ha viaggiato regolarmente con il presidente in visite ufficiali in altri paesi. Ben Ali era anche attiva in SOS Gammarth e El Karama, che rispettivamente fornivano assistenza agli orfani e promuovevano i diritti umani.

### Organizzazione delle donne arabe
In qualità di presidente dell'AWO, Leïla Ben Ali ha istituito la commissione delle donne arabe per il diritto umanitario internazionale che è servita a promuovere il diritto umanitario internazionale aumentando la consapevolezza e fornendo programmi di formazione per governi e organizzazioni umanitarie. Ha anche reso la prevenzione della violenza domestica una delle principali priorità dell'AWO e ha chiesto maggiore attenzione pubblica e denuncia della violenza contro le donne in casa. In un'intervista a Trends Magazine, ha affermato che l'importanza delle donne arabe nello sviluppo sostenibile e il miglioramento dell'immagine delle donne arabe erano i suoi obiettivi principali come presidente dell'AWO.

## Premi
È stata riconosciuta per i suoi contributi a queste organizzazioni in una varietà di pubblicazioni. Nel 2000 è stata selezionata come "World Family Personality"; nel 2003 nominata "Persona dell'anno" dalla rivista russa Il mondo della donna, per le sue attività di promozione del benessere sociale e dei diritti delle donne; e scelta come una dei 50 arabi più influenti del mondo da Middle East Magazine, una pubblicazione con sede a Londra.  È stata elogiata per il suo lavoro con l'AWO per aumentare la capacità delle donne in tutti i campi e posizioni e per aumentare la cooperazione tra gli stati arabi sulle questioni femminili. È stata anche riconosciuta dall'Associazione mondiale delle Donne Imprenditrici (FCEM) per il suo ruolo nel sostenere le donne 
nello sviluppo economico.

## Opere
- Ma vérité, Editions du Moment, 2012 ISBN 978-2354171568